# Castello di Loarre
Il castello di Loarre è un castello, trasformato poi in abbazia romanica, che si trova vicino Loarre nella comunità autonoma dell'Aragona.
È considerato uno dei castelli romanici più belli d'Europa e uno dei più antichi della Spagna.

## Storia
Il castello fu costruito in gran parte durante i secoli XI e XII, quando la sua posizione al confine tra le terre cristiane e quelle musulmane lo rendeva importante dal punto di vista strategico perché permetteva di controllare la via che conduceva da Jaca a Huesca.
Il primo programma di costruzione risale intorno al 1020, quando Sancho III Garcés di Navarra riconquistò le terre circostanti ai musulmani. Nel 1073 il re d'Aragona Sancho Ramírez vi installò una comunità di canonici regolari agostiniani e da Loarre si preparò alla conquista di Huesca nel 1094. A questo periodo viene fatta risalire la seconda fase di costruzione del castello.
Nel 1097 il suo successore, Pietro I d'Aragona, donò tutti i beni di Loarre ad un nuovo monastero reale a Montearagón.
Il castello è stato dichiarato Bien de Interés Cultural ed è stato spesso location di diverse produzioni cinematografiche, come ad esempio il film epico del 2005 Le crociate - Kingdom of Heaven.

## Architettura
La posizione del castello su uno sperone roccioso a 1071 metri di altezza ne ha influenzato l'aspetto, perché non era possibile realizzare una struttura unitaria e infatti, come molti altri castelli, è l'insieme di diversi edifici delimitati da cortine murarie.
Originariamente la pianta interna comprendeva due torri e una cappella dietro diverse cortine murarie, ma, verso la fine dell'XI secolo, venne costruita un'ulteriore cappella in stile romanico appena fuori le mura del castello. Le mura esterne del castello e le sue otto torri risalgono ai secoli XIII o XIV.
La chiesa e il castello sono stati oggetto di numerosi restauri, che hanno reso necessaria la ricostruzione di molte mura e delle torri cadute in rovina.